# アベニューJ駅
アベニューJ駅（英語: Avenue J）はブルックリン区の東16丁目とアベニューJ交差点西側に位置するニューヨーク市地下鉄BMTブライトン線の駅である。Q系統が終日停車する。

## 駅構造
| P ホーム階 | 相対式ホーム、右側ドアが開く | 相対式ホーム、右側ドアが開く                                            |
| P ホーム階 | 北行緩行線                   | ← 96丁目駅行き（アベニューH駅）                                         |
| P ホーム階 | 北行急行線                   | ← 平日：通過                                                            |
| P ホーム階 | 南行急行線                   | → 平日：通過 →                                                          |
| P ホーム階 | 南行緩行線                   | → コニー・アイランド-スティルウェル・アベニュー駅行き（アベニューM駅）→ |
| P ホーム階 | 相対式ホーム、右側ドアが開く |                                                                         |
| G          | 地上階                       | 出入口                                                                  |
| G          | 駅舎                         | 改札口、駅員詰所、メトロカード自動券売機                                |

駅は相対式ホーム2面4線で、急行線にホームはなく平日にB系統が通過する。
駅は1900年頃に開業した際、駅名はマンハッタン・テラス駅だった。1907年に現在の駅名になった。
2009年から2011年にかけて駅は改装工事を行った。2011年にはRita MacDonald制作のアートワーク”Bird Laid Bare”が設置された。

### 出口
駅舎はホーム下にあり、アベニューJ南側に接続している。また、両ホームにはアベニューJ北側に接続する無人改札がある。

## ギャラリー

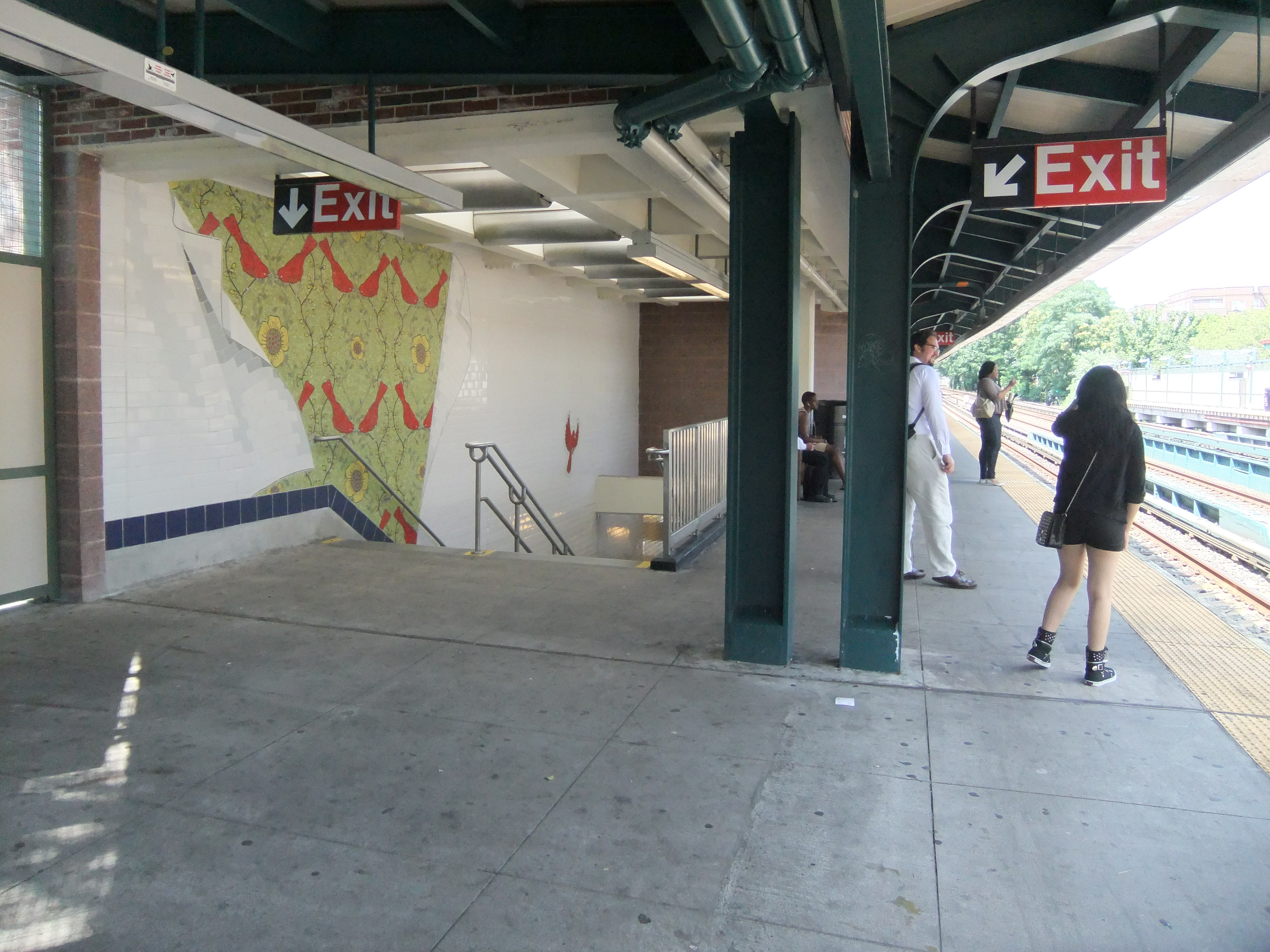
ホームにある出口階段
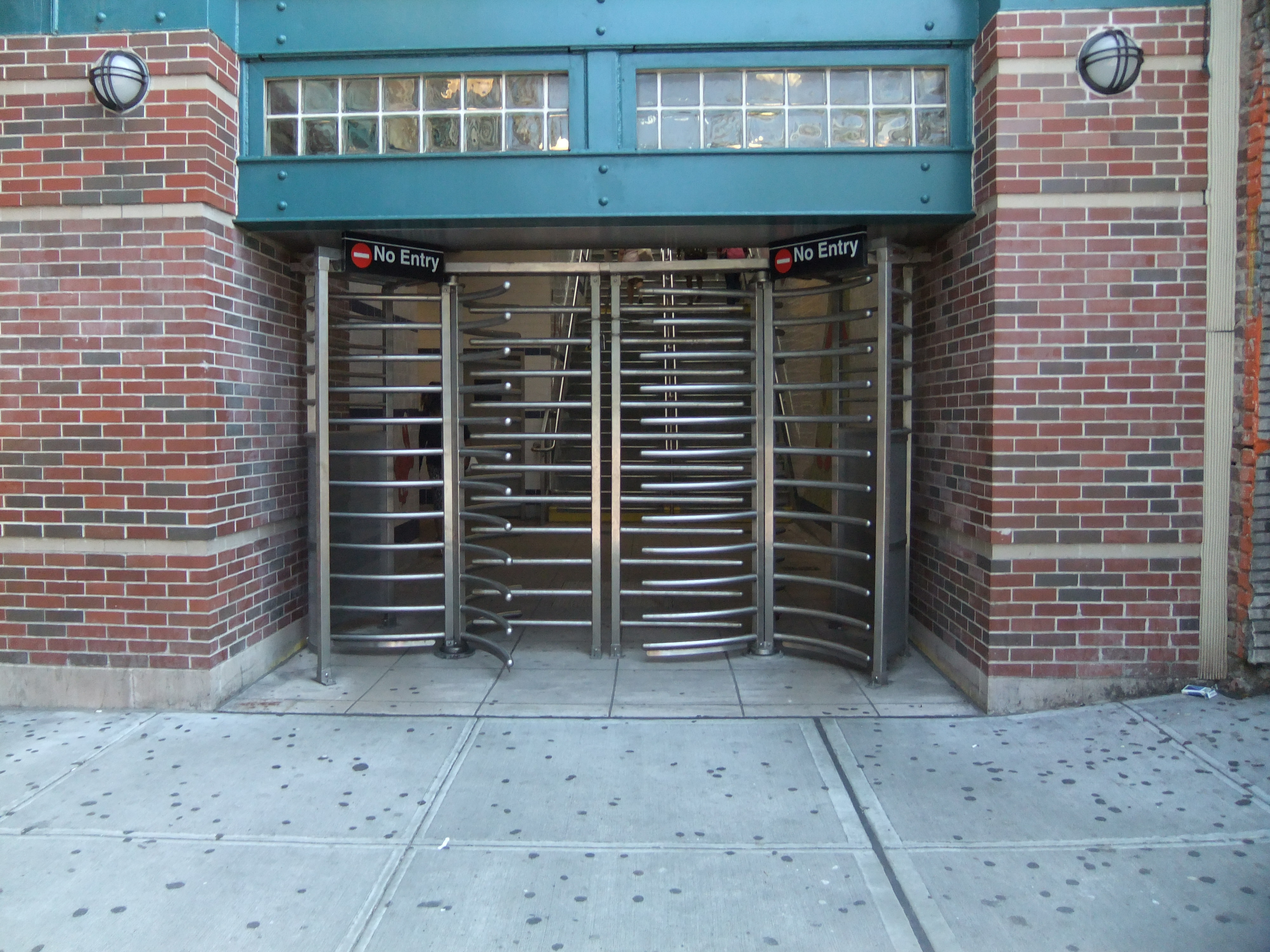
出口専用改札